# Moraea margaretae
Moraea margaretae är en irisväxtart som beskrevs av Peter Goldblatt. Moraea margaretae ingår i släktet Moraea och familjen irisväxter. Inga underarter finns listade i Catalogue of Life.